# 마이애미비치 컨벤션 센터
마이애미비치 컨벤션 센터(영어: Miami Beach Convention Center)는 미국 플로리다주 마이애미비치에 위치한 컨벤션 센터이자 실내 경기장이다. 과거 ABA 마이애미 플로리디안즈의 홈경기장으로 사용했다.